# ルコヴィツァ
ルコヴィツァ（Lukovica, ドイツ語：Lukowitz）は、スロベニアの市。行政府は同名のルコヴィツァ町にあり、首都リュブリャナの北東20キロメートルにある。1995年に市となった。（座標: 北緯46度10分00秒 東経14度41分11秒 / 北緯46.166754度 東経14.686403度）
ルコヴィツァはラドムリャ川（Radomlja）沿いのチュルニ・グラベン渓谷（Črni graben）にあり、名前の由来はスロベニア語で港(port)を意味する「lukati」。ルコヴィツァとその東隣のヴランスコ間の渓谷は狭い。住民の大半はこの渓谷に住む。
ラドムリャ川は氷河期のころから交通路として使われており、ケルト人、古代ローマ人、トルコ人、フランス人などが利用してきた。特に古代ローマ人は、渓谷沿いにイタリアのアクイレイア(ルコヴィツァの西120キロメートル)とスロベニアのツェリェ(ルコヴィツァの東50キロメートル)を結ぶ大道路を作っている。
ルコヴィツァが文献に登場するのはルネサンス期の1304年のことで、狭い耕作地にわずかな住民が暮らしていたことが書かれている。この頃、ルコヴィツァの町ゴルチャイ（Golčaj）には聖アグネス教会が建てられ、続くゴシック期にはスポドニェ・プラプレチェ（Spodnje Prapreče）の町にゴシック建築の聖ルーカス教会が建てられている。
1552年には付近の領主イヴァン・ランベルク（Ivan Lamberg）によりブルド城（Brdo） (sl:Grad Brdo pri Lukovici) が建てられており、今でも城跡の一部を見ることができる。
19世紀にはフランスの支配を受けるが、ルコヴィツァ住民は激しく抵抗したため「rokovnjač」と呼ばれ、その伝説が現在の市旗にもデザインされている。
現在のルコヴィツァはリュブリャナ－ツェリェ－マリボルを結ぶ国道A1号線沿いにある。
市を代表する人物には、作家のJanko Kersnik(1852-1897) (sl:Janko Kersnik) 、Fran Maselj Podlimbarski(1852-1917) (sl:Fran Maselj-Podlimbarski) 、詩人のJovan Vesel Koseski(1798-1884) (en:Jovan_Vesel_Koseski) 、Prevoje Jakob Zupan、音楽家のFrance Marolt(1891-1951) (sl:France Marolt) 、Oskar Dev(1868-1932) (sl:Oskar Dev) などがいる。